# Oprah Winfrey Network
Oprah Winfrey Network (OWN) est une chaîne de télévision américaine appartenant à Warner Bros. Discovery (50 %) et Harpo Productions (50 %) lancée le 1er janvier 2011 et reçue dans 80 millions de foyers. Elle possède une déclinaison canadienne.

## Historique de la chaîne
Après avoir animé l'émission de syndication The Oprah Winfrey Show depuis 1986, Oprah Winfrey a décidé de lancer sa propre chaîne, OWN: Oprah Winfrey Network (qui remplace la chaîne Discovery Health Channel) en animant une émission 2 ou 3 fois par semaine. De nombreux films et rediffusions d'émissions de Discovery Health et TLC complètent la grille.

### Identité visuelle (logo)

Logo d'OWN du 1er janvier au 30 septembre 2011
Logo d'OWN depuis le 1er octobre 2011

## Programmes
L’animatrice de télévision Oprah Winfrey abandonne son talk-show quotidien The Oprah Winfrey Show durant sa 25e saison, pour y tenir une émission intitulée Oprah's Next Channel.

### Séries originales
- The Haves and the Have Nots (2013–2021)
- Love Thy Neighbor (en) (2013–2017)
- For Better or Worse (en) (2013–2017) (saisons 1-2 sur TBS en 2011-2012)
- If Loving You Is Wrong (2014–2020)
- Greenleaf (2016–2020)[1]
- Queen Sugar (en)[2] (depuis le 6 septembre 2016)[3]
- The Paynes (en) (2018)[4]
- Love Is (en) (2018)[5]
- Ambitions (en) (2019)[6]
- David Makes Man (depuis le 14 août 2019)[7]
- Cherish the Day (en) (anthologie, depuis le 11 février 2020)[8]
- Delilah (en) (depuis le 9 mars 2021)[9]
- The Kings of Napa (dès le 11 janvier 2022)[10]

## Canada
Au Canada, OWN est une chaîne spécialisée appartenant à Corus Entertainment utilisée sous licence. Initialement une chaîne éducative, elle a été renommée OWN deux mois plus tard après le lancement de la version américaine. Certaines émissions et séries originales produites par OWN aux États-Unis peuvent se retrouver sur une autre chaîne.